# アナーキー (バンド)
アナーキー（ANARCHY）は、日本のパンクバンドである。漢字では「亜無亜危異」（または「亞無亞危異」）と表記する。
バンド名の由来は、セックス・ピストルズの著名な楽曲「アナーキー・イン・ザ・UK」から命名された。当時、イギリスやNYで燃えたぎっていたパンク・ムーブメントの影響を受け、社会や流行、エセ青春などを激しく攻撃し、人気を博した。

## 概要
1978年、埼玉県和光市の団地育ちのメンバー（逸見以外は出生地は東京都）を中心に結成。メンバーは4人が埼玉県立和光高等学校、1人が埼玉県立浦和工業高校出身。
近所の和光市の公民館や楽器屋などで練習を積む。楽器屋の店主がヤマハ主催のアマチュア音楽コンテスト「EastWest」に勝手に応募し、1979年に同コンテストで優秀バンド賞および最優秀ボーカリスト賞を獲得。翌1980年にシングル『ノット・サティスファイド』、アルバム『アナーキー』でビクターインビテーションよりメジャーデビューした。同アルバムは6万5,000枚売れた(8万枚～10万枚売れた話も有る)。
1986年にはギターのマリが元妻を刺し逮捕されたため「THE ROCK BAND」と改名するが、メンバーのソロ活動が活発になり活動休止状態になる。その後、1996年に新メンバーを加え活動再開したが、2001年に再び活動休止となる。
2013年、オリジナルメンバーで新曲発表とライブを行う。2017年、マリの死去後に残されたオリジナルメンバー4人でイベントライブに出演。翌2018年、オリジナルメンバー4人で「亜無亜危異」名義で活動を再開した。

## メンバー

### ANARCHY（1978年 - 1985年、1994年、1996年、2013年、2017年）
仲野茂（なかの しげる、1960年1月2日 ‐ ）- ボーカル
東京都北区出身。中学3年からギターを始める。泉谷しげるの大ファンで、泉谷の曲をコピーし、高校一年から詞を書く。またメンバー全員ザ・クラッシュのファン。
仲野茂BAND。ゲタカルビ（活動休止中）、高樹町ミサイルズ、LTD EXHAUST II、SDR（セドロ）、アコギなSS。
通称シゲル。
逸見泰成（へんみ やすなり）- ギター
埼玉県上福岡市（現・ふじみ野市）出身。小学5～6年頃からギターを始める。最初は吉田拓郎をコピーした。ギタリストとしてはARBの田中一郎の影響を受けた。ザ・クラッシュのファン。
元ゼロ戦、R、Graffiti Bus(ex.誘蛾燈)。現JACKS、CANDY PASSION、
通称マリ（由来は辺見マリ）。
JILL（PERSONZ）の元夫。離婚後の1986年6月16日、新宿ロフトのパーティで遭遇した際に、彼女が外国人と親しくしていたことに腹を立てて包丁で刺し、殺人未遂で懲役2年6月の実刑となった。
2017年6月4日、死去。57歳没。遺骨は埼玉県内の霊園に納骨され、また生前の本人の希望により毎年登っていた山に散骨されたという。
藤沼伸一（ふじぬま しんいち、1959年11月7日 ‐ ）- ギター
東京都中央区築地出身。ザ・クラッシュ、ジョン・レノン、鮎川誠のファン。
現REGINA、Aggressive Dogs。泉谷しげるのサポートギタリストとしても活躍中。
通称シンイチ。
寺岡信芳（てらおか のぶよし、1959年12月29日 ‐ ）- ベース
東京都世田谷区出身。ザ・クラッシュ、泉谷しげる、ボブ・ディラン、ビートルズのファン。
現Groovi'n。リクオのサポートベーシストとしても活動中。
通称テラオカ。
小林高夫（こばやし たかお）- ドラムス
東京都渋谷区出身。ザ・クラッシュとYMOのファン。
現ゲタカルビ。ロリータ18号のマサヨ率いるナンシースパゲティーでも活動中。
通称コバン。

### THE ROCK BAND（1986年 - 1992年）
- 仲野茂 - ボーカル
- 藤沼伸一 - ギター
- 寺岡信芳 - ベース
- 小林高夫 - ドラムス

### ANARCHY（1996年 - 2001年）
- 仲野茂 - ボーカル
- 藤沼伸一 - ギター
- 寺岡信芳 - ベース
- 名越藤丸（なごやふじまる、exレンチ 1963年12月5日 ‐ ） - ドラムス

### 亜無亜危異（2018年 - ）
- 仲野茂 - ボーカル
- 藤沼伸一 - ギター
- 寺岡信芳 - ベース
- 小林高夫 - ドラムス
- 逸見泰成 -  オマモリ

## 経歴
高校の同級生だった仲野茂と逸見泰成は、バンドを組んでルージュのコピーなどをやり、寺岡信芳、藤沼伸一、小林高夫は、他の2人を含む5人のバンドで、少し化粧をしてエアロスミスのようなハードロックバンド「ノイズ」として活動していたが、「ノイズ」からたまたまギターとボーカルが抜けたため、1978年8月頃、仲野と逸見が「ノイズ」に加入した。その年に寺岡の住んでいた公団住宅に藤沼と小林が住みつき、仲野と逸見がそこへ遊びに行くようになった。
1979年「EastWest」で優秀バンド賞および最優秀ボーカリスト賞を獲得し、翌1980年にシングル『ノット・サティスファイド』、アルバム『アナーキー』でビクターインビテーションよりメジャーデビューした。1980年にビクターからデビュー。当初はソニーからのデビューを予定していたが、ソニーから誘いのあった同じ日にビクターと契約した。仲野茂曰く「ソニーのディレクターに呼ばれてピラフを奢ってもらったからもうソニーでいいや」と思っていたところ、ビクターのディレクターに呼ばれ「アナーキーのデビューに全てを懸けている」と熱く語ってくれたことと、「実はソニーのディレクターが何だか気に食わなかった。アウディに乗ってきたりムカつくファッションだったし」という理由で、ソニーとの契約を破棄しビクターと契約した。
デビュー当時は全員国鉄の作業服（ナッパ服）を着用し、髪を逆立てたスタイルだった。国鉄の作業服を着用した経緯は、仲野の父が国鉄に勤務していて、たまたま家にたくさんあったから何となく皆で着ただけで、それで街を歩くとよく右翼に間違えられた。ザ・クラッシュ、セックス・ピストルズのような性急なリズムと反抗的な歌詞の音楽は、当時の中高生を中心に人気を誇った。
デビューアルバム『アナーキー』はオリジナル曲と、ザ・クラッシュ、チャック・ベリー、スティッフ・リトル・フィンガーズ、イーター等の曲に日本語のオリジナル歌詞を乗せたカバー曲を収録し、10万枚以上の売り上げを記録して一躍人気バンドとなる。しかし、デビューアルバムの収録曲「東京イズバーニング」（ザ・クラッシュ「ロンドンは燃えている! (London's Burning) 」のカバー）が、ザ・クラッシュの「王室批判」になぞらえて日本の皇室を揶揄する歌詞であったため、レコード会社が右翼系の政治団体から抗議を受け、回収措置を取るに至った。後にこの曲を削除して再発されている。
その後も次々とアルバムをリリースしていくが、演奏能力が一向に上達しない（敢えてしない）パンクバンドとは違い、演奏のレベルがグングン上達していき、純然たるパンクロックには留まらず、クラッシュになぞってレゲエ、ダブ等を楽曲に取り入れた幅広いサウンドも展開し、人気を誇るバンドに成長する。
業界内でもファンは多く、北野誠、薬丸裕英、小泉今日子、中村獅童、音楽関係では尾崎豊、ボアダムスの山塚アイ、THE MAD CAPSULE MARKETSのKYONO、ザ・クロマニヨンズの甲本ヒロト、頭脳警察のPANTA、Theピーズの大木温之、eastern youthの吉野寿、ロリータ18号のマサヨ、JUN SKY WALKER(S)、BUCK-TICKの今井寿、山下達郎などがファンを公言しており、山下達郎に至ってはアルバムを発売日に買っていたというエピソードが存在する。
当時はBOØWYやTHE ROOSTERSやARBといったバンドと仲が良かった。特にBOØWYの氷室京介とギターのシンイチは、映画『裸の24時間』で競演したり、ヤマハ主催のバンドのコンテストにアナーキーが参加した際に氷室も同級生の松井常松達とデスペナルティというバンドで参加していたり、BOØWYのデビュー当時のキャッチコピーが「エアロスミスとサザンオールスターズとアナーキーを足して割ったバンド」と呼ばれていた過去があったりと因縁深い。
しかし一方で、歌詞の内容やサウンド、アクションに対し「クラッシュの模倣である」という批判も多く、同時期に活躍していたパンクバンドTHE STALINの遠藤ミチロウは当時、雑誌等で「あいつらはライブで『俺たちは政治のことを考えてるのに皆外でテニスをやってやがる!』みたいなこと言ってるけど、あいつらのライブに行くより外でテニスでもしてたほうが健康的でいい」と、アナーキーを批判していた。遠藤とは映画『爆裂都市』の出演をめぐり喧嘩になり、新宿ロフトで行われた映画の打ち上げに仲野と逸見が殴り込むまでに至った。その後も長らくお互いがいがみ合っていたが、数年後に出演したイベントで泉谷しげるの仲裁によって和解した。
その後も順調に活動していたが、1986年にギターのマリが元妻（PERSONZのJILL）を刺し逮捕されたため、バンドは活動休止。残ったメンバーでバンド名を「THE ROCK BAND」と改名し活動を続けるが、メンバー個々の活動が目立ち始め、バンドは数年間で活動休止状態となる。
1994年と1996年にオリジナルメンバーが結集し、一夜限りの再結成ライブ（正確には1994年が新宿LOFTと渋谷ON AIR EASTで2回、1996年は赤坂BLITZで1回）を行う。なお、その1994年のライブ音源や映像の一部はCD化・ビデオ化されており、「東京イズバーニング」や、未発表曲「タレントロボット」も収録している。
1996年秋頃、仲野・藤沼・寺岡が、新メンバーとして当時WRENCH（レンチ）のドラムスだった名越藤丸を加えて再始動。名越はレンチと並行で活動していたが、2003年にレンチを脱退。逸見と小林は参加しなかった。当時人気のあったデジロック色を強めたバンドに生まれ変わり、3枚のアルバムをリリースするも、2001年に活動休止。
2006年に全アルバムとオリジナルメンバーによる新曲、さらに秘蔵映像を収録したDVDをセットにしたCD-BOX『内祝』が限定発売され、2008年には太田達也監督によるドキュメンタリー映画『アナーキー』が全国各地で公開された。
2013年5月4日、「TOWER RECORDS presents "MAVERICK KITCHEN"」（恵比寿LIQUIDROOM）の最終演者としてオリジナル・メンバーで登場し、新曲を含む8曲を演奏した。
2017年6月4日、ギターの逸見泰成（マリ）が死去。同年7月2日、フウドブレイン20周年記念「FUÜDOBRAIN MUST DIE」（新木場STUDIO COAST）に4人のオリジナルメンバーによる「アナーキー」として出演。
2018年9月5日、18年ぶり（オリジナルメンバーでは33年ぶり）となるニューアルバム『パンクロックの奴隷』をリリース。
2020年5月27日、デビュー40周年となるDVD付きニューアルバム［パンク修理］をリリース。フルアルバムとしては実に20年ぶり。
2023年11月22日正午に2024年3月24日の新宿LOFT活動禁止GIGをもって無期限の活動禁止に入ることを発表した。

## 作品

### シングル
- ノット・サティスファイド／あぶらむし（1980年、VIH-1073）
- シティーサーファー／3･3･3（1980年7月、VIHX-1508）

### アルバム

#### ANARCHY
- アナーキー（1980年）
- 80維新（1980年）
- 亜無亜危異都市（アナーキーシティ）（1981年）
- READY STEADY GO（1981年）
- ANARCHY LIVE（1982年）
- ANARCHISM（1982年）
- REBEL YELL（1983年）
- デラシネ（1984年）
- BEAT UP GENERATION（1985年）
- 亜無亜危異 Vol.1（1989年、ベストアルバム）
- アナーキー Vol.2（1989年、ベストアルバム）
- ANARCHY LIVE 1994（1994年、ライブアルバム）
- ディンゴ（1997年）
- THE BLAST OF 亜無亜危異（1997年、ベストアルバム）
- ANARCHY SYNDROME [LIVE]（1998年、ライブアルバム）
- PARADOX（1999年）
- FREAKSNEGOTI（2000年）
- 内祝（2006年、コンプリートCD-BOX、CD13枚+DVD3枚+BOOK1冊）

#### THE ROCK BAND
- アナーキー（1986年）
- 四月の海賊たち（1987年）

#### 亜無亜危異
- パンクロックの奴隷（2018年9月5日、CD+DVD）
- パンク修理（2020年5月27日、CD+DVD）

#### トリビュートアルバム
- Q:Are we ANARCHIST?（1999年）
- TRIBUTE TO ANARCHY（2006年）

### VHS/DVD
- 旗をかかげろ（1985年）
- HISTORY OF ANARCHY（1996年）
- ライブ帝国DVDシリーズ『アナーキー』（2005年）
- アナーキー （2009年、CD-BOX『内祝』の特典DVDを再編集したリミックスムービー。映画上映された後DVD化）
- NEW LI(F)VESTYLE?（ニューライブスタイル?）（2021年1月6日、2枚組DVD。規格品番：CRBP-10068/69）
アルバムジャケットは国鉄バスのレトロ調イラスト。

## 書籍
- アナーキー『心の銃』八曜社、1980年
- アナーキー『REBEL ROUSER』八曜社、1983年。ISBN 978-4-827000689
- 根本豪『亜無亜危異ヒストリー タブーの正体』シンコーミュージック、2018年11月21日。ISBN 978-4-401646821